# Ilario Corte
Ilario Corte (Monza, 12 luglio 1723 – Milano, 12 luglio / settembre 1786) è stato un archivista italiano, fautore del trasferimento degli archivi governativi dal Castello Sforzesco all'ex collegio gesuitico di San Fedele. Viene considerato il primo direttore di quello che diventerà l'Archivio di Stato di Milano.

## Biografia
Ilario Corte nacque a Monza il 12 luglio 1723 da Giuseppe, fu prefetto dell'archivio della Cancelleria secreta riunita nel Castello Sforzesco. Illuminista, amico di Pietro Verri e del suo entourage, nel 1762 fu inviato a Torino presso Carlo Emanuele III per consegnare i documenti archivistici riguardanti i territori ceduti al Regno di Sardegna da parte dell'Austria nel corso della guerra di successione austriaca. Nel 1765 fu segretario del Senato di Milano (di cui riorganizzò il fondo) e nel 1767 fu chiamato a Vienna dal Kaunitz e da Maria Teresa per ricevere gli ordini su come riorganizzare gli archivi lombardi e per riorganizzare il Fondo italiano dell'Archivio della Cancelleria di Vienna, dando inizio a quel sistema di organizzazione archivistica (il metodo peroniano) che sarà perfezionato dal suo allievo e successore Luca Peroni. Rientrato in Lombardia nel 1769 quale «secretario del regio governo della Lombardia austriaca e pro-prefetto dell'archivio di governo», soltanto nel 1780 ebbe il permesso dal governo austriaco di trasferire (cosa che avverrà poi nel 1781) il materiale dal pericoloso e insicuro Castello Sforzesco all'ex collegio gesuitico di San Fedele, dando inizio a quell'opera di reinventariazione e riorganizzazione archivistica che porterà, nei decenni successivi, alla formazione di quello che sarà l'Archivio di Stato di Milano. Aiutato in questo compito dall'abate Ottavio Maurelli, da Giacinto Radaelli e dal già citato discepolo Luca Peroni, il Corte fu invitato a riordinare anche i documenti anteriori al 1771 dell'archivio mantovano secondo i criteri da lui adottati per l'archivio governativo meneghino. Morì nel settembre del 1786.

## Il giudizio della sua attività archivistica
Luigi Fumi, direttore dell'Archivio di Stato di Milano dal 1907 al 1919, fu il primo implacabile avversario del metodo di organizzazione archivistica introdotto dal Corte e poi perfezionato dall'allievo Luca Peroni (da qui metodo peroniano). Di lui il Fumi lasciò, in un articolo del 1909 apparso sulla rivista Archivio Storico Lombardo, un ritratto chiaro-scurale, in cui si denota da un lato la solerzia e l'infaticabilità del Corte, ma dall'altro il disastro da lui operato negli archivi lombardi:
(Fumi, p. 202)